# Cuchillo Parado
Cuchillo Parado är en ort i Mexiko.   Den ligger i kommunen Coyame del Sotol och delstaten Chihuahua, i den norra delen av landet, 1 300 km nordväst om huvudstaden Mexico City. Cuchillo Parado ligger 909 meter över havet och antalet invånare är 124.
Terrängen runt Cuchillo Parado är kuperad österut, men västerut är den platt.  Trakten runt Cuchillo Parado är nära nog obefolkad, med mindre än två invånare per kvadratkilometer. Det finns inga andra samhällen i närheten. Omgivningarna runt Cuchillo Parado är i huvudsak ett öppet busklandskap.